# Perissus luteofasciatus
Perissus luteofasciatus là một loài bọ cánh cứng trong họ Cerambycidae.